# Чемпионат мира по настольному теннису 1975
33-й чемпионат мира по настольному теннису прошёл с 6 по 16 февраля 1975 года в индийском городе Калькутта. В нём приняли участие спортсмены из 63 стран. Было разыграно 7 комплектов наград: в одиночном разряде, парном разряде и командных соревнованиях среди мужчин и женщин, а также в смешанном парном разряде. Этот чемпионат вошёл в историю советского настольного тенниса первой и единственной победой спортсменов СССР в смешанном парном разряде на мировых первенствах.

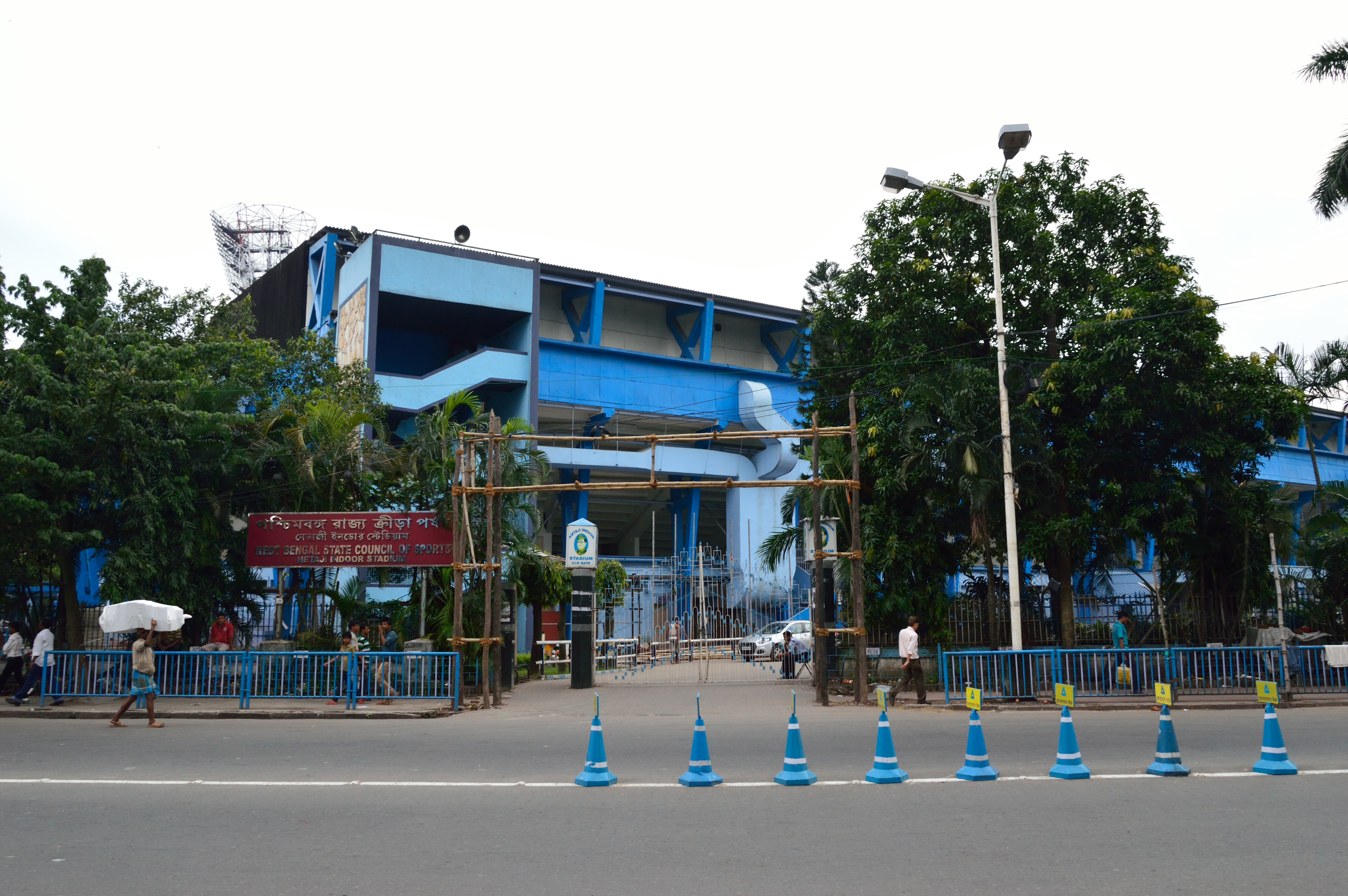
Netaji Indoor Stadium, главный вход

## Медалисты

### Мужчины
| Разряд               | Золото                                                           | Серебро                                                                                              | Бронза                                                                                     |
| -------------------- | ---------------------------------------------------------------- | --- | ------------------------------------------------------------------------------------------ |
| Одиночный разряд     | Иштван Йонер                                                     | Антун Стипанчич                                                                                      | Мицуру Коно                                                                                |
| Одиночный разряд     | Иштван Йонер                                                     | Антун Стипанчич                                                                                      | Норио Такасима                                                                             |
| Парный разряд        | Иштван Йонер Габор Гергеи                                        | Антун Стипанчич Драгутин Шурбек                                                                      | Кацуюки Абэ Сигэо Ито                                                                      |
| Парный разряд        | Иштван Йонер Габор Гергеи                                        | Антун Стипанчич Драгутин Шурбек                                                                      | Жан-Дени Констан Жак Секретен                                                              |
| Командное первенство | Китай · Ли Пэн · Ли Чжэньши · Лян Гэлян · Лу Юаньшэн · Сюй Шаофа | Югославия · Миливой Каракашевич · Зоран Косанович · Миран Савнич · Антун Стипанчич · Драгутин Шурбек | Швеция · Стеллан Бенгтссон · Чель Юханссон · Бо Перссон · Ульф Торселль · Ингемар Викстрём |

### Женщины
| Разряд               | Золото                                                | Серебро                                                            | Бронза                                                            |
| -------------------- | ----------------------------------------------------- | ------------------------------------------------------------------ | ----------------------------------------------------------------- |
| Одиночный разряд     | Пак Енсун                                             | Чжан Ли                                                            | Гэ Синьай                                                         |
| Одиночный разряд     | Пак Енсун                                             | Чжан Ли                                                            | Татьяна Фердман                                                   |
| Парный разряд        | Мария Александру Соко Такахаси                        | Мэй Линь Чжу Сянъюнь                                               | Эльмира Антонян Татьяна Фердман                                   |
| Парный разряд        | Мария Александру Соко Такахаси                        | Мэй Линь Чжу Сянъюнь                                               | Юкиэ Одзэки Сатико Ёкота                                          |
| Командное первенство | Китай · Гэ Синьай · Ху Юйлань · Чжан Ли · Чжэн Хуайин | Республика Корея · Чун Хёнсук · Ким Сунъок · Ли Айлеса · Сун Наксо | Япония · Томиэ Эдано · Юкиэ Одзэки · Сёко Такахаси · Сатико Ёкота |

### Смешанный парный разряд
| Разряд           | Золото                             | Серебро                        | Бронза                |
| ---------------- | ---------------------------------- | ------------------------------ | --------------------- |
| Смешанный разряд | Татьяна Фердман Станислав Гомозков | Эльмира Антонян Саркис Сархаян | Юкиэ Одзэки Сигэо Ито |
| Смешанный разряд | Татьяна Фердман Станислав Гомозков | Эльмира Антонян Саркис Сархаян | Чжан Ли Лян Гэлян     |